# Hans Prade

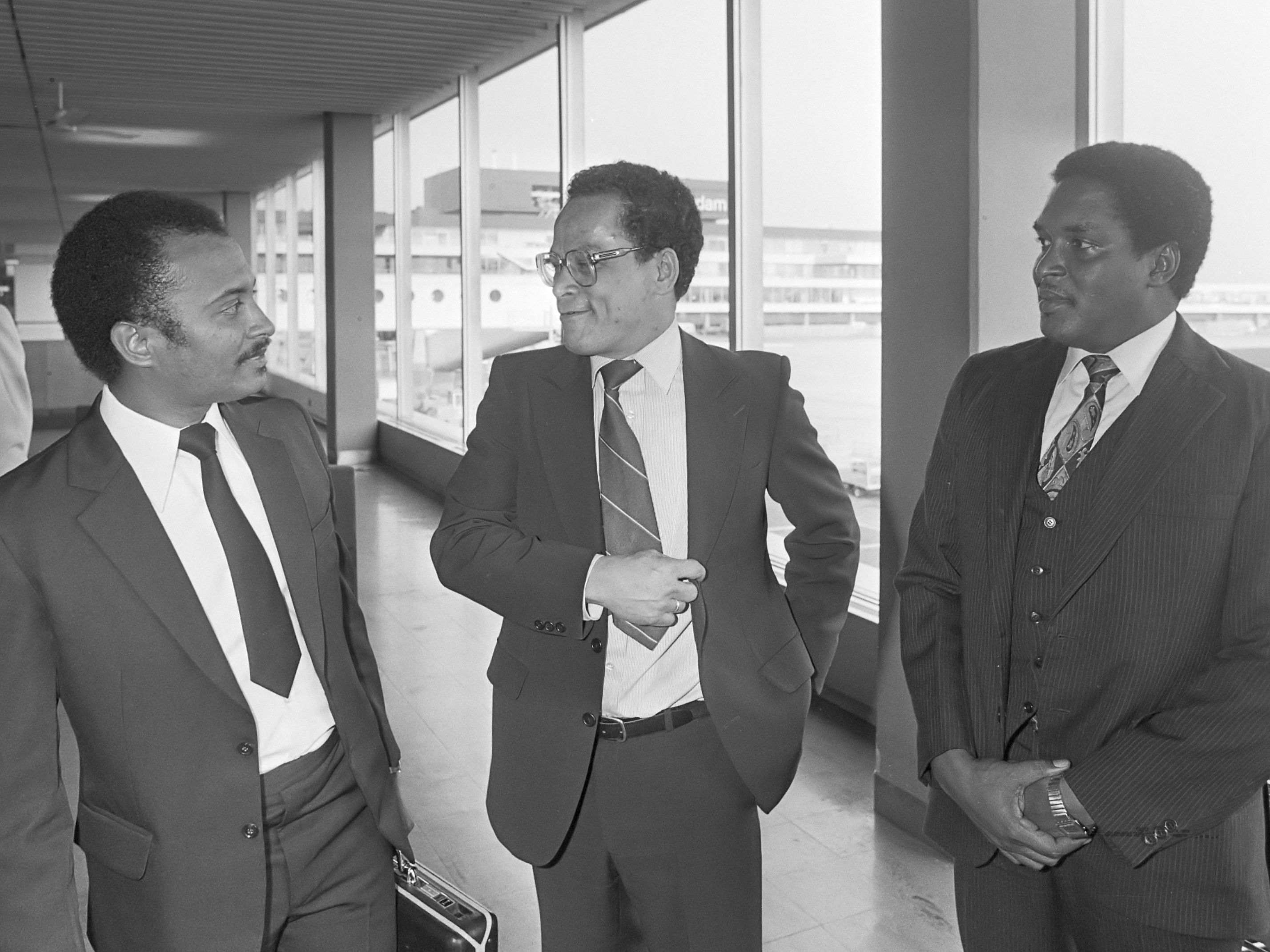
Hans Prade in overleg met Ivan Graanoogst (links) en Harvey Naarendorp (rechts) op Schiphol (1981)

Hans Orlando Prade (23 juli 1938 – Schiedam, 3 april 2020) was een Surinaams diplomaat en bestuurder.

## Biografie
Hans Prade groeide op aan de rand van de wijk Frimangron in Paramaribo. Hij was een schoolvriend van Ronald Venetiaan. Vanwege hun goede schoolresultaten kregen ze allebei een beurs voor een studie in Nederland. Prade studeerde in de jaren rond 1960 geologie aan de Universiteit Leiden en woonde samen met Ronald Venetiaan boven bejaardenhuis Zonneweelde in Oegstgeest. In die periode zat hij met Venetiaan  in het bestuur van de Surinaamse Studenten Vereniging (SSV) Leiden. Nadat hij daar in 1964 was afgestudeerd keerde hij terug naar Suriname. Uit onvrede met de toenmalige Surinaamse politieke partijen richtte hij samen met Venetiaan die ook naar Suriname was teruggekeerd de Nationale Volkspartij (NVP) op die echter maar een korte tijd heeft bestaan. Venetiaan sloot zich aan bij de Nationale Partij Suriname (NPS) terwijl Prade lid werd van de Progressieve Nationale Partij (PNP) van Just Rens. Prade is ook nog voorzitter geweest van die partij. Prade werd hoofd van de Geologisch Mijnbouwkundige Dienst, later van het Centrum voor Landbouwkundig Onderzoek in Suriname.
Aan de vooravond van de Sergeantencoup in 1980 was hij politiek commentator in Suriname. Begin 1981 werd hij dankzij de Surinaamse minister van Buitenlandse Zaken André Haakmat ambassadeur in Nederland. Daarvoor was hij in zijn moederland tevens actief geweest als geoloog en parlementariër. Zijn ongeremde en ondiplomatieke uitlatingen over Suriname werden door het bewind in zijn land niet gewaardeerd. Vlak na zijn aanstelling werd Harvey Naarendorp de nieuwe minister van Buitenlandse Zaken. Die stuurde de meer aan legerleider Bouterse loyale Carlo Spier als eerste secretaris. Spier kreeg de opdracht om over Prade en de rest van het personeel te rapporteren aan Paramaribo. Prade verzette zich zonder succes hiertegen. Op 1 juni 1982 volgde Henk Herrenberg hem op in Den Haag.
In september 1991 was hij de presidentskandidaat voor DA '91. Zowel Ronald Venetiaan (80%) als Jules Wijdenbosch (14%) haalden meer stemmen dan Prade (6%).
Prade was ongeveer 10 jaar voorzitter van de Surinaamse Rekenkamer. Ten tijde van de regering Wijdenbosch II was hij zeer kritisch over de financiering van de bruggen over de Surinamerivier en de Coppename. In 1998 ging hij met pensioen en vestigde hij zich in Nederland om zich bij zijn kinderen te voegen. Riek Aron, een bestuurskundige en voormalig studiegenoot van Jules Wijdenbosch, volgde Prade op.
Zijn zoon Hans Prade jr. was werkzaam en later directeur bij Fincentives, het bedrijf van Edwin de Roy van Zuydewijn dat financiële software ontwikkelde. Hans Prade sr. wist Henk Koning, ex-staatssecretaris en ex-voorzitter van de Algemene Rekenkamer, te bewegen om lid te worden van de raad van toezicht van Fincentives.
Op 1 juni 2005 werd Hans Prade sr. bestuurslid en penningmeester van de Rotterdamse Anti Discriminatie Raad (RADAR), als opvolger van Frans Maks.
Hans Prade overleed op 3 april 2020 aan complicaties van COVID-19 op 81-jarige leeftijd in Rotterdam, waar hij na zijn pensionering bij zijn familie was gaan wonen. Hij werd gecremeerd in crematorium Hofwijk.